# Räffelmossa
Räffelmossa (Aulacomnium palustre) är en bladmossart som beskrevs av Schwaegrichen 1827. Räffelmossa ingår i släktet räffelmossor, och familjen Aulacomniaceae. Dess skott kan bli upp till någon decimeter höga. Arten är vanligt förekommande i hela Sverige och Norden. Inga underarter finns listade i Catalogue of Life.

## Bildgalleri

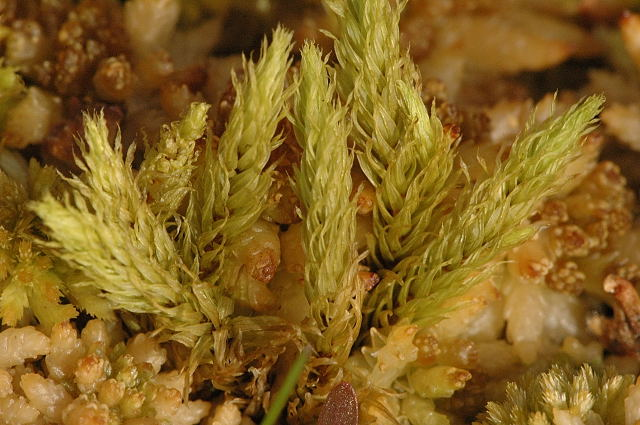
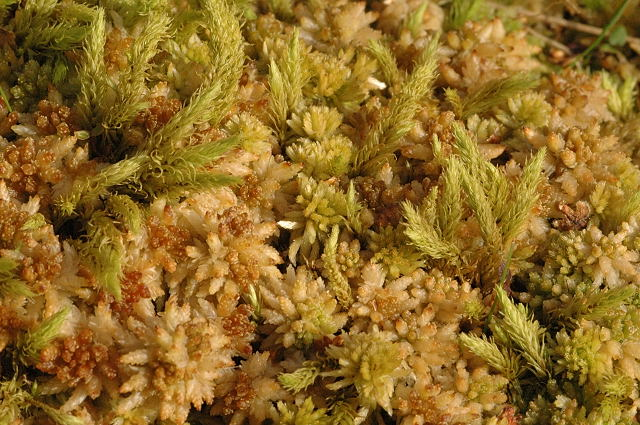
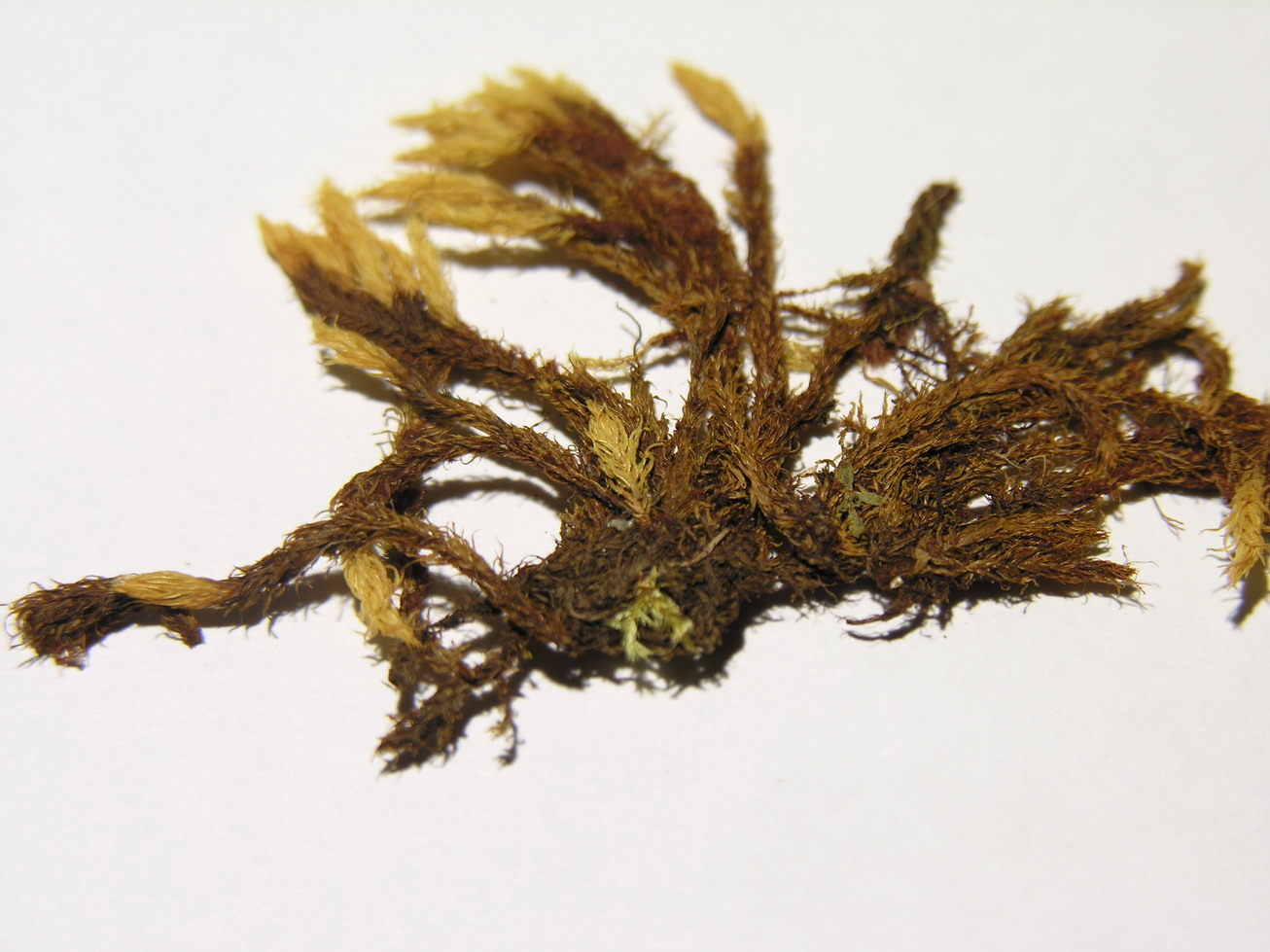